# Пасивна маргина
Пасивна маргина је прелаз између океанске и континенталне коре, која у тектонским процесима нема активну улогу. Она настаје седиментацијом изнад некадашњег рифта, и на тај начин ствара прелазни тип коре. Континентални рифтинг ствара нови океански басен. У једном тренутку континентални рифт постаје средњоокеански гребен и тежиште екстензије се помиче од границе континента и океана. Тако настаје прелазна зона између континенталне и океанске коре, која се назива пасивна маргина.

## Глобална дистрибуција
Пасивне маргине могу се наћи на свакој граници океана и континента, која није маркирана транскурентним раседима или субдукционом зоном. Пасивне маргине дефинишу простор око Атлантског океана, Арктичког океана, западног Индијског океана, као и читаве обале Африке, Гренланда, Индије и Аустралије. Такође, постоје и на источним обалама Северне и Јужне Америке, у западној Европи и већем делу Антарктика. Источни део Азије такође садржи пасивне маргине.

## Битне карактеристике

### Активне и пасивне маргине
Ово се односи на то да ли граница између океанског и континенталног домена Земљине коре представља границу две тектонске плоче или не. Активне маргине налазе се на рубовима континената, у подручјима субдукције. Обично су маркиране издизањем и вулканским планинским зонама на континенталној плочи, и острвским луковима на океанској плочи. Знатно ређе на овим маргинама може се јавити транскурентни расед, као што је то у случају јужне обале западне Африке. Највећи део источног Индијског океана и скоро цела маргина Тихог океана су примери активних маргина. Иако се зона између океанске и континенталне коре назива пасивна маргина, она није потпуно неактивна. На њој се стално дешавају активни геолошки процеси, као што су супсиденција, седиментација, раседање, формирање порних флуида и миграција. Пасивне маргине су пасивне само у том погледу што нису активне границе тектонских плоча.

### Морфологија
Пасивне маргине састоје од обалске равни и континенталних делова у мору, као што су шелф и континентална падина. На обалским равнима обично доминира флувијални процес, док на континенталном шелфу доминирају делте и подводне струје. Велике реке дренирају читаве пасивне маргине, док су на већ развијеним пасивним маргинама чести екстензивни естуари. Пасивне маргине се обично састоје од континенталног шелфа, континенталне падине, континенталног узвишења и абисалне равни. Морфолошки израз ових облика умногоме је дефинисан прелазном кором и седиментима који се на њој налазе. Пасивне маргине које садрже велику количину флувијалних седимената, као и оне на којима доменирају корални и други биогени процеси, генерално имају веома сличну морфологију.

### Профил
Главне карактеристике пасивних маргина контролисане су спољашњим факторима. Испод пасивне маргине налази се прелазна зона између континенталне и океанске коре - то је широк прелаз, који се још назива и прелазна кора. Континентална кора која тоне је маркирана нормалним раседима који тону од обале према дубљим деловима мора. Прелаз од континенталне коре ка океанској кори је израседан, и може потонути још дубље, услед термалне супсиденције и тежине седимената који леже на овом прелазном делу. Листосфера испод пасивних маргина се назива прелазном литосфером. Она постаје све тања идући од континенталног дела према океану, док коначно не пређе у океанску литосферу. Могу се формирати различити типови прелазне коре, а то зависи од брзине ширења океанске коре у зони рифта, као и од температуре мантла у време рифтовања. Вулканске пасивне маргине представљају један крајњи члан низа прелазних типова коре. Други крајњи члан тог низа (амагматски) је пасивна маргина формирана у зони рифта. Вулканске пасивне маргине су такође маркиране бројним дајковима, који су формирани управно на правац пада токова лаве и силова.

## Формирање
Постоје три основна стадијума формирања пасивних маргина:
1. У првој фази се ствара континентални рифт, услед ширења и истањења коре и литосфере, који се дешавају због конвекционих кретања у мантлу. Ово је почетак супсиденције континенталне коре;
2. Друга фаза води ка формирању океанског басена, сличном данашњем Црвеном мору. У континенталној кори се формирају нормални раседи и развијају прелазни марински седиментациони услови. У подручјима у којима је ограничена циркулација морске воде и у којима је аридна клима, формираће се наслаге евапората. Со има малу густину, па у каснијим тектонским покретима може мигрирати у више делове коре и формирати сону дому. У току ове фазе се и даље дешава ширење и истањење коре и литосфере. Такође, и у вулканским пасивним маргинама долази до утискивања дајкова;
3. Трећа фаза формирања пасивне маргине догађа се само када престане ширење коре, па прелазна кора и литосфера почну да тону као резултат хлађења и задебљања (термална супсиденција). У овом стадијуму се на пасивним маргинама формира дренажа, која условљава акумулацију седимената.